# John F. Kelly
John Francis Kelly, född 11 maj 1950 i Boston, Massachusetts, är en amerikansk politiker och pensionerad general i USA:s marinkår.  Mellan den 30 januari 2017 och 28 juli 2017 var han USA:s inrikessäkerhetsminister. Den 14 december 2018, meddelade Vita huset att Mick Mulvaney kommer att ersätta John Kelly som stabschef.

## Karriär
Fram till 2016 var Kelly general i USA:s marinkår och ledde USA:s insatser i Sydamerika och Centralamerika.
Den 7 december 2016 meddelade USA:s då tillträdande president Donald Trump att han valt Kelly som chef för inrikessäkerhetsminister. Trumps kabinett tillträdde den 20 januari 2017 och samma eftermiddag svors Kelly in som inrikessäkerhetsminister. Den 28 juli 2017 lämnade han posten som inrikessäkerhetsminister och utsågs istället till stabschef i Vita huset, som efterträdare till Reince Priebus. Kelly efterträddes på posten som inrikessäkerhetsminister av Kirstjen Nielsen.
I februari 2018 hade Kelly framträtt som en tuffing i flera frågor, (invandring i synnerhet) och varit inblandad i ett antal kontroverser. Det fanns rapporter om tryck på Kelly att avgå.
Enligt flera nyheter i mars och april 2018, hade Kellys inflytande i Vita huset minskat och Trump  fattade flera viktiga beslut i hans frånvaro.
När Donald Trump anlände till Singapore i juni 2018 för Nordkorea-USA-toppmötet, rapporterade New York Times att Kelly hade berättat för en ny grupp av besökande senatorer att Vita huset var "en eländig plats att jobba på." Den rapporterade kommentaren förnyade månader lång spekulation att Kelly kan avgå från sitt jobb som Vita husets stabschef.

## Privatliv
Kelly förlorade sin son Robert Michael Kelly den 9 november 2010 i Sangin, Afghanistan under Afghanistankriget (2001–2021).